# エドワード・ウッド (初代ハリファックス伯爵)
初代ハリファックス伯爵エドワード・フレデリック・リンドリー・ウッド（英: Edward Frederick Lindley Wood, 1st Earl of Halifax, KG, OM, GCSI, GCMG, GCIE, TD, PC、1881年4月16日 - 1959年12月23日）は、イギリスの政治家、貴族。
戦前の保守党政権で閣僚職を歴任した。1926年から1931年にかけてはインド総督を務め、高まる反英運動に対して弾圧と宥和を使い分ける飴と鞭のインド統治を行った。1938年から1940年にかけてはチェンバレン内閣の外務大臣を務め、同内閣の対独宥和外交を主導した。第二次世界大戦中には在アメリカ大使を務めた。

## 経歴

### インド総督就任まで
第2代ハリファックス子爵チャールズ・ウッドとその妻アグネス（第11代デヴォン伯爵ウィリアム・コートネイの娘）の間の四男としてデヴォンのパウデラム城に生まれる。
イートン校を経てオックスフォード大学クライスト・チャーチを卒業。1906年にオックスフォード大学オール・ソウルズ・カレッジのフェローとなった。
1910年から1925年にかけてリポン選挙区から選出されて保守党の庶民院議員を務める。
1915年から1917年まで女王所有ヨークシャー竜騎兵連隊の中佐として第一次世界大戦に従軍。ついで1917年から1918年まで兵役大臣の副秘書官を務めた。
1921年から1922年にかけては植民地省政務次官、1922年から1924年にかけては教育委員会委員長、1924年から1925年にかけては農林水産大臣を務めた。
1925年12月22日にアーウィン男爵に叙される。

### インド総督として

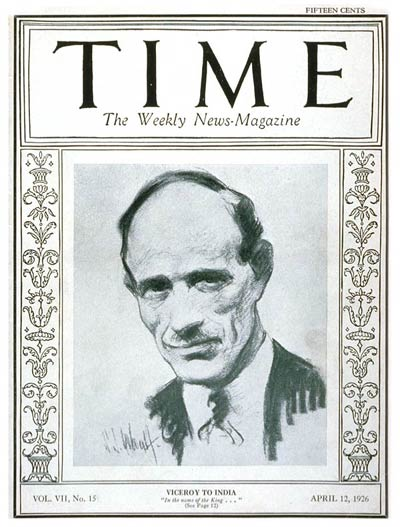
1926年4月のインド総督就任時にアメリカの『タイム』誌の表紙を飾ったアーウィン卿。

農林水産大臣在職中の1926年4月に国王ジョージ5世の引き立てでインド総督に任命された。アーウィン卿はインドの反英運動に対して、弾圧と宥和を巧みに使い分ける統治を目指した。
1927年には1919年インド統治法施行のための調査を行うサイモン委員会を設置したが、同委員会にはインド人が一人も入れられなかったため、インド各派が憤慨した。インド国民会議はサイモン委員会の訪問先で抗議デモを行い、それを取り締まる官憲との争いが各地で暴動に発展した。
アーウィン卿は、こうした抵抗運動への宥和政策として、1929年10月31日にインドを大英帝国自治領（ドミニオン）とすることが最終目標であることを宣言し、またサイモン委員会の報告書の発表後にイギリス当局とインド各派代表による円卓会議を開くことを約束した。しかしサイモン委員会の報告書はインド・ナショナリズムを失望させるものだった。中央政府における責任内閣制の樹立は藩王国が連邦に参加するまで延期としていた（藩王国が連邦に参加する見込みはなかったので実質的に無期限延期）。自治は州レベルに留まるものでインド各派をかえって憤慨させた。
そのためインド国民会議はインド完全独立を目指して円卓会議には参加しないことを宣言した。ガンジーも1930年3月からインド貧民に過酷な税を課している塩税への抵抗運動「塩の行進」を開始し、塩税違反をはじめた。この状況を危険視したアーウィン卿は大弾圧を決意し、5月にガンジーをはじめとする6万人以上の政治犯を大量投獄し、弾圧法規を次々と制定した。
その一方でアーウィン卿は懐柔も図り、同年7月のインド立法議会での演説において自治領化を目指す方針は現在も同じであることを強調した。さらに不振を極めているイギリス綿製品のインドでの販路を復活させるべく、ガンジーに不服従運動やイギリス製品ボイコット運動を止めさせるため、彼を引見することを決意した。1931年1月にガンジーを釈放し、翌2月から4週間に渡って8回も彼を引見した。この会談でアーウィン卿はガンジーから譲歩を引き出すことに成功し、不服従運動やボイコット運動の中止、また「大英帝国からの完全独立」という議題は現実性のない物として円卓会議で取り上げないことを認めさせた。その代わりにアーウィン卿は、政治犯を釈放すること（ただし暴力的抵抗運動やその煽動を行った者を除く）、また円卓会議にインド国民会議派の代表者も出席させることを約束した。ガンジーが求めた「警察の過剰な取り締まりの公の調査」については「本国の了解を得られないであろう」として退け、最終的にはガンジーもそれを了承して断念した。全体的にアーウィン卿はガンジーからかなりの譲歩を引き出すことに成功したと言える。
保守党党首スタンリー・ボールドウィンもアーウィン卿の「飴と鞭」のインド統治を高く評価した。だがインドの徹底的な強圧支配を希望する帝国主義者ウィンストン・チャーチルは「ガンジーが半裸姿でイギリス国王兼インド皇帝の名代である総督と対等に交渉している。このような光景はインドの不安定と白人の危機を招く」「ガンジーは狂信的托鉢」「私はガンジーに譲歩をすることに反対する。アーウィン卿・ガンジー会談やその協定に反対する」と批判した。チャーチルはこの後、インド自治・独立反対運動の中心人物となっていく。
1931年4月に任期を終えて総督職を退任した。円卓会議はアーウィン卿退任後の1931年9月にロンドンで開催され、ガンジーも出席したが、12月に決裂という結果に終わっている。そのため1932年から第二次不服従運動が勃発し、これに対してアーウィン卿の後任の総督ウィリングドン卿は徹底弾圧を行うことになる。アーウィン卿以降のインド総督は弾圧一辺倒の総督が続くため、アーウィン卿は「最後の光彩を放った総督」との評価も受けている。

### 外務大臣就任まで

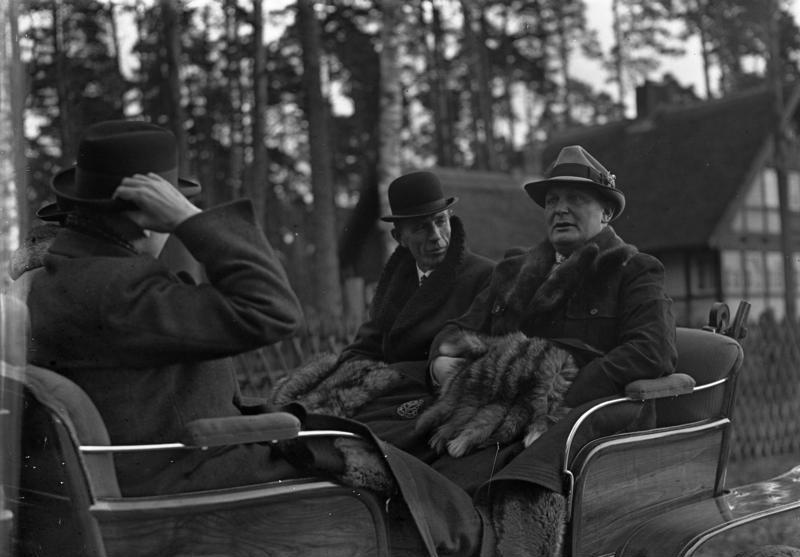
1937年11月、訪独中のハリファックス卿（中央）とヘルマン・ゲーリング（右）。

インドからの帰国後には領地での生活が多くなったが、1932年には週二日のハンティング日を条件に教育委員会委員長に再任した。1933年にはオックスフォード大学学長となり、1959年に死去するまでつとめた。
1934年1月9日に死去した父から第3代ハリファックス子爵位を継承した。
1935年には陸軍大臣、1935年から1937年にかけては王璽尚書と貴族院院内総務、1937年には枢密院議長を務めた。
枢密院議長時代の1937年にはドイツの政権を掌握する国家社会主義ドイツ労働者党（ナチ党）のナンバー2ヘルマン・ゲーリング（ドイツ帝国狩猟協会会長）の招待を受けてミドル・ハウンズ狩猟協会会長として国際狩猟展覧会に出席するため訪独した。ハリファックス卿はこれを機にナチ党党首で首相のアドルフ・ヒトラーとも会見するつもりであり、対独宥和政策を推し進めていた首相チェンバレンもハリファックス卿の意思を歓迎した。
1937年11月19日にヒトラーと会見したハリファックス卿は、ソ連共産主義のドイツへの侵入を防いでいるヒトラーの防共の役割を高く評価し、イギリス国内でドイツの悪口を言っている者は労働党など一部勢力に過ぎず、その者たちはドイツの状況がよく分かっていないと述べた。一方でハリファックス卿はオーストリアやチェコスロヴァキアの地位変更に関わる問題は混乱を引き起こさない平和的進展で行われることを希望するとも述べた。これに対してヒトラーはチェコスロヴァキアやオーストリアの問題について合理的態度で解決にあたると約束した。帰国後、ハリファックス卿は閣議で英独友好に自信を示した。

### 外務大臣として

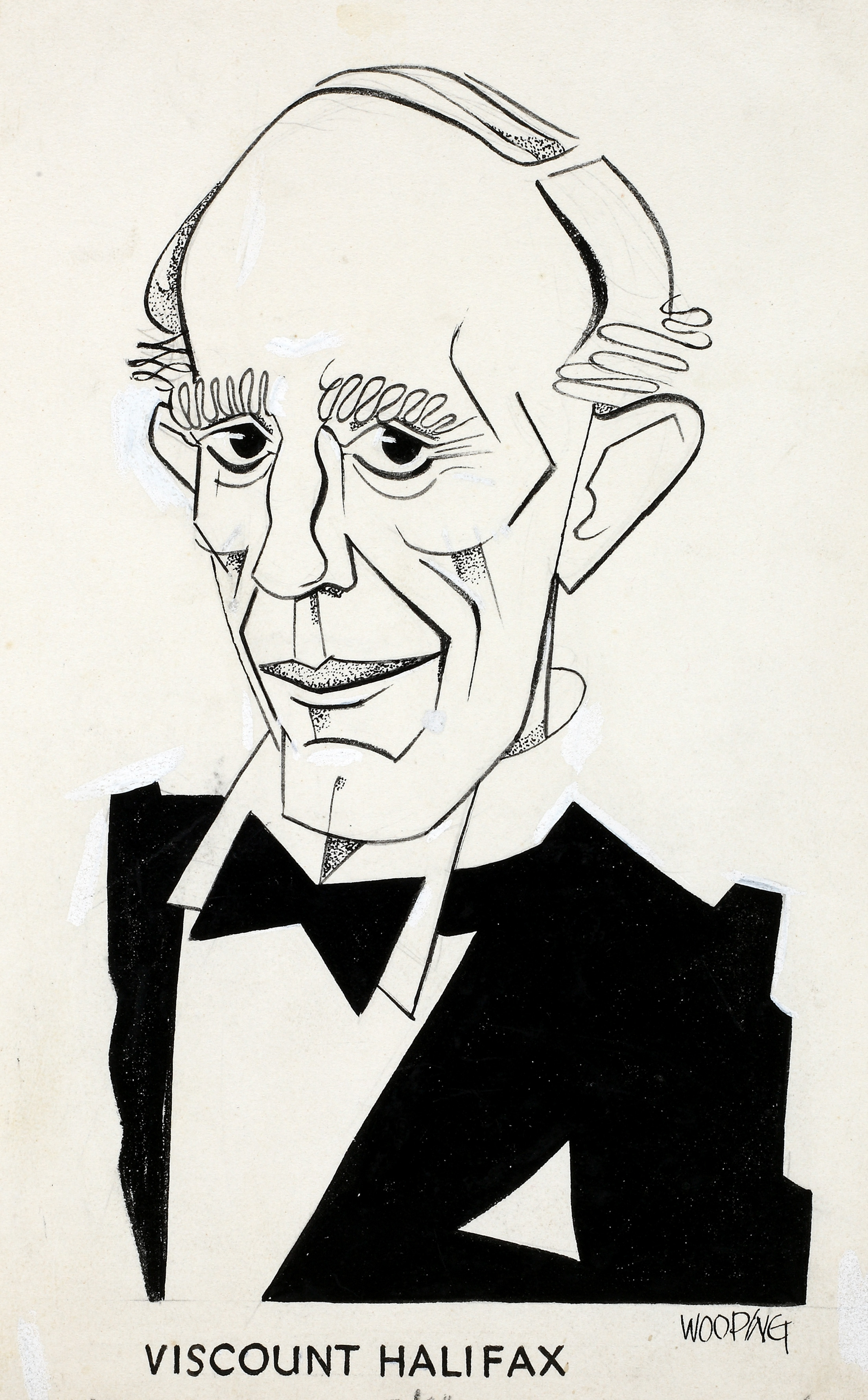
ハリファックス卿の似顔絵

ドイツのオーストリア併合が迫る中、チェンバレン首相はイタリアに接近してドイツを牽制することを考えたが、外務大臣アンソニー・イーデンはスペイン内戦でイタリアがイギリスとの約束を破ったことからイタリア軍がスペインから撤兵するまでイタリアと了解関係に入るべきではないと主張してイタリア接近に反対した。結局イーデンは1938年2月に辞職することになり、その後任の外務大臣にはイタリアへの接近政策に賛成するハリファックス卿が就任することになった。
1938年5月のズデーテン問題では、ドイツ政府が武力に訴えないよう威嚇外交を展開しつつ、チェコスロバキア政府にドイツ政府に譲歩するよう迫った。チェンバレンもハリファックス卿もチェコスロヴァキアについて「現在の形態では生存が不可能」「自国だけで防衛することができず、それが改善される見込みもない」と考えていたので、ドイツ側の主張に一理を認めており、チェコスロバキアはドイツと和解するのが賢明と考えていた。またズデーテン併合批判の根拠に使われた民族自決論についてハリファックス卿は元インド総督としての立場から「民族自決の祭壇にこれ以上香料（先例）を増やさない方がいい」と考えていた。結局、同年9月に英首相チェンバレン、仏外相ダラディエ、伊首相ムッソリーニらが訪独してミュンヘン会談が行われ、その結果ズデーテン地方はドイツへ割譲されることが決まった。ハリファックス卿はミュンヘン協定を「災いの中で最も軽い方」として評価した。
だが1939年3月にドイツがチェコスロバキア併合を行うと宥和政策は失敗だったとの世論が強まり、ハリファックス卿も保守党の分裂を警戒し、3月30日の閣議で「ドイツの侵攻に対するイギリスの態度を明確にせねば、首相は保守党内や庶民院の反乱に直面するだろう」とチェンバレン首相に助言した。チェンバレンも「仮にポーランドの独立を脅かす行動が生じ、従ってポーランド政府が抵抗せざるを得ない状況が発生した場合、英仏両国は全力を挙げてポーランド政府を支援するだろう」と声明した。同年4月のイタリア軍のアルバニア侵攻に際してチェンバレンはイタリアとの連携関係を持続させたがっていたが、ハリファックス卿はイギリス、フランス、ギリシャ、トルコの四国間で相互援助条約を締結してイギリスが握っている地中海の覇権をイタリアに奪われないようにすべきと提言した。チェンバレンもそうした主張の圧力に屈して4月にポーランドと相互援助条約を締結し、ギリシャやルーマニアにも同じ保障を与えることを決定した。
1939年6月から8月にかけてソビエト連邦との交渉にもあたったが、ソ連外務人民委員モロトフは英仏ソ連携の条件として、バルト諸国で暮らすドイツ人の「内部からの侵略」をソ連軍が攻撃することについて英仏が無条件で協力することを求めた。これは要するにソ連がバルト諸国に先制侵略するのを認めよという要求に等しく、チェンバレンもハリファックス卿も難色を示した。またソ連国防人民委員ヴォロシーロフも「英仏両国は、赤軍陸軍がポーランド国境を越えて作戦する許可をポーランド政府から得なければならない。すなわち赤軍陸空軍がヴィルノ回廊（ポーランド語: Wilno、リトアニア語: Vilnius）を通過し、リトアニアも越えて東プロイセン国境まで、さらにはガリシアをも越えることを許可しなければならない」と巨大な軍事権を要求してきた。しかしポーランド政府からそのような許可を得られるわけがなく、英仏とソ連の交渉は暗礁に乗り上げた。ソ連は英仏との交渉を打ち切り、交渉相手をドイツに切り替え、8月にも東欧諸国の独ソ分割支配を約束し合った独ソ不可侵条約を締結した。
1939年9月1日にドイツ軍のポーランド侵攻があり、9月2日の閣議でハリファックス卿をはじめとする閣僚たちはイギリスの立場を明確にする必要があるとチェンバレン首相に迫った。最終的にチェンバレンはドイツに最後通牒を送ることを決定し、ハリファックス卿はフランス外相ジョルジュ・ボネと連絡を取った後、駐独イギリス大使を通じてドイツに最後通牒を発した。その期限が切れた9月3日午前11時にイギリスはドイツと交戦状態に突入し、第二次世界大戦が勃発した。
チェンバレンは本格的な戦争に発展するのを嫌がっており、経済圧力を主眼として早期講和に持ち込むことを考えていたが、1940年5月にノルウェー戦での敗退で彼は辞任を余儀なくされた。後任には海相チャーチルか外相ハリファックス卿が考えられたが、チェンバレンは宥和政策を共有するハリファックス卿を後任の首相にしたがっていた。しかしハリファックス卿自身が「貴族院議員の自分には庶民院を統制できず、政権運営は難しい」と辞退したため、徹底抗戦派のウィンストン・チャーチルが首相になった。
ハリファックス卿はチャーチル内閣にも外務大臣として留任したが、チャーチルの方針には賛同せず、1940年12月をもって外相を辞職した。

### 駐アメリカ大使として

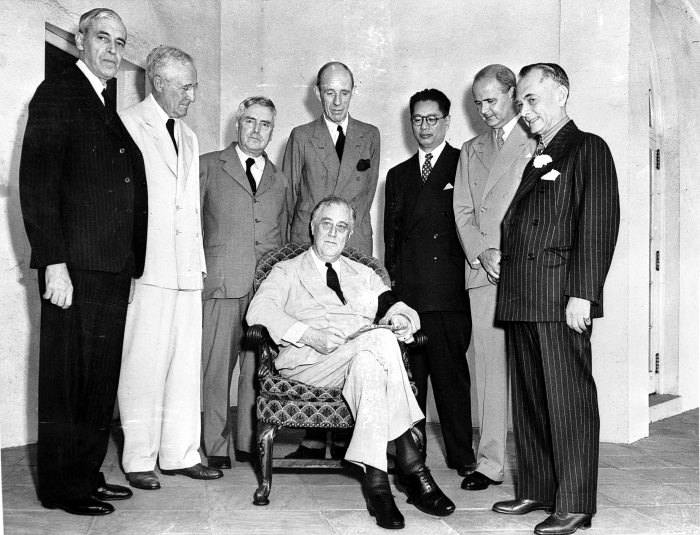
1942年10月の太平洋戦争会議。中央に座るフランクリン・ルーズベルトの真後ろに立つ人物がハリファックス卿

1941年1月から駐アメリカ大使に左遷された。しかしイギリスはアメリカの金銭・物資支援なくしては勝ち目がなかったため、駐米大使の役割は重大だった。
アメリカでのハリファックス卿は「対独宥和外交を主導した保守反動」として左翼からの評判が悪く、卵を投げつけられたこともあった。また彼の貴族然としたところがアメリカ人の癪に障ったようである。たとえばシカゴのスタジアムで野球観戦をしていた際に出されたホットドッグを彼は食べようとしなかったが、その時の写真が「お高くとまった貴族外交官」「前時代の遺物」といった批判調で報道されている。
しかし彼はアメリカ国民と直に触れ合おうと在任中アメリカ各地を旅行したため、やがてアメリカの人気者になった。フランクリン・ルーズベルト大統領とも親密な関係になり、直接電話したり、ホワイトハウスに通用門から入ることを許されていた。大戦中の英米の連絡役としての役割を果たし、チャーチルからも高く評価された。
1945年のサンフランシスコ会議にはイギリス代表で出席した。1944年7月にハリファックス伯爵に叙された。
1946年5月に在アメリカ大使の職を退任し、以降は公職から退いた。

### 晩年
1947年から1952年にかけてはBBC顧問会議の議長を務めた。1947年からはシェフィールド大学学長を務める。
短期間の闘病生活の末に1959年12月23日に死去した。

## 栄典

### 爵位・准男爵位
- 1925年12月22日、初代アーウィン男爵（連合王国貴族爵位）
- 1934年1月9日、第3代ハリファックス子爵（1866年創設連合王国貴族爵位）
- 1934年1月9日、第5代ウッド准男爵（1784年創設グレートブリテン准男爵位）[5]
- 1944年7月11日、初代ハリファックス伯爵（連合王国貴族爵位）[5]

### 勲章
- 国防義勇軍章（英語版）（TD）
- 1926年、インド帝国勲章ナイト・グランド・コマンダー（GCIE）
- 1926年、インドの星勲章ナイト・グランド・コマンダー（GCSI）
- 1931年、ガーター勲章士（KG）
- 1937年、聖マイケル・聖ジョージ勲章ナイト・グランド・クロス（GCMG）
- 1946年、メリット勲章（OM）[5]

### 学位
- 1923年、法学博士号（LLD）（リーズ大学名誉学位）
- 1931年、法学博士号（LLD）（ケンブリッジ大学名誉学位）
- 1931年、法学博士号（LLD）（セント・アンドルーズ大学名誉学位）
- 1931年、法学博士号（LLD）（シェフィールド大学名誉学位）
- 1931年、法学博士号（LLD）（オックスフォード大学名誉学位）
- 1932年、法学博士号（LLD）（カナダ・トロント大学名誉学位）
- 1934年、法学博士号（LLD）（ダブリン大学名誉学位）
- 1934年、法学博士号（LLD）（ロンドン大学名誉学位）
- 1934年、法学博士号（LLD）（リヴァプール大学名誉学位）
- 法学博士号（LLD）（アメリカ・プリンストン大学名誉学位）
- 法学博士号（LLD）（アメリカ・ハーバード大学名誉学位）
- 法学博士号（LLD）（アメリカ・イェール大学名誉学位）[5]

### その他
- 1922年、枢密顧問官（PC）

## 家族
1909年に第4代オンズロー伯爵ウィリアム・オンズローの娘ドロシー・イヴェリン・アウグスタ・オンズロー嬢（Lady Dorothy Evelyn Augusta Onslow） と結婚し、彼女との間に以下の5子を儲ける。
- 第1子（長女）アン・ドロシー・ウッド嬢（1910-1995）：第3代ファヴァシャム伯爵（英語版）と結婚。
- 第2子（次女）メアリー・アグネス・ウッド嬢（1910）
- 第3子（長男）第2代ハリファックス伯爵チャールズ・イングラム・ウッド（英語版）（1912-1980）：保守党の政治家。
- 第4子（次男）フランシス・ヒュー・ピーター・コートネイ・ウッド少佐閣下（1916-1942）：第二次大戦で戦死
- 第5子（三男）ホルダーネス男爵リチャード・フレデリック・ウッド（英語版）（1920-2002）：保守党の政治家。一代貴族。